# Johannes von Geissel
Johannes von Geissel (Gimmeldingen, 5 de fevereiro de 1796 - Colônia, 8 de setembro de 1864) foi um cardeal do século XIX.

## Nascimento
Nasceu em Gimmeldingen, em 5 de fevereiro de 1796. Filho mais velho de Nikolaus Geissel (+1829), um vinicultor, originalmente de Lobloch (posteriormente absorvido por Gimmeldingen), e María Helena Theresia Motzenbäcker (+1843). Seus pais moravam em Mussbach, cuja paróquia pertencia a Gimmeldingen.
Educação . Inicialmente, estudou nas escolas de gramática latina de Neustadt (1809) e Edesheim (1811). Em seguida, estudou no Liceu Imperial de Mainz a partir de 1813; e no Seminário de Mainz de 1815 a 1818. Recebeu as ordens menores em 21 de dezembro de 1816; o subdiaconado em 31 de maio de 1817; e o diaconato em 7 de março de 1818.
Sacerdócio. Ordenado em 22 de agosto de 1818. Na diocese de Speyer, pároco em Paris de Mussbach, de 15 de setembro de 1818 a 1º de fevereiro de 1819; professor de religião, ginásio católico, 1º de fevereiro de 1819 até 1836; assistente pastoral da sua catedral, 1819-1827; cânon do capítulo da catedral, 13 de agosto de 1822; reitor, 25 de maio de 1836. Ele exibiu notável atividade literária e foi um importante colaborador do periódico Katholik.
Episcopado . Eleito bispo de Speyer, 19 de maio de 1837. Consagrado, 13 de agosto de 1837, Augsburg, por Joseph Maria Johann Nepomuk von Fraunberg, arcebispo de Bamberg, auxiliado por Johann Peter von Richarz, bispo de Augsburg, e por Barnabas Huber, OSB, abade de St.Stephan em Augsburg. Administrador apostólico e coadjutor, com direito de sucessão de Colônia, em 24 de setembro de 1841. Promovido à sé titular de Icônio, em 23 de maio de 1842. Sucedeu à sé metropolitana de Colônia, em 19 de outubro de 1845. Assistente do Trono Pontifício, dezembro 2, 1845. Presidente da Conferência Fulda dos Bispos Católicos, 1848.
Cardinalado . Criado cardeal sacerdote no consistório de 30 de setembro de 1850; recebeu chapéu vermelho e título de S. Lorenzo em Panisperna, 19 de março de 1857.

## Morte
Morreu em Colônia em 8 de setembro de 1864. Exposto e enterrado na catedral metropolitana de Colônia.